# Pulla

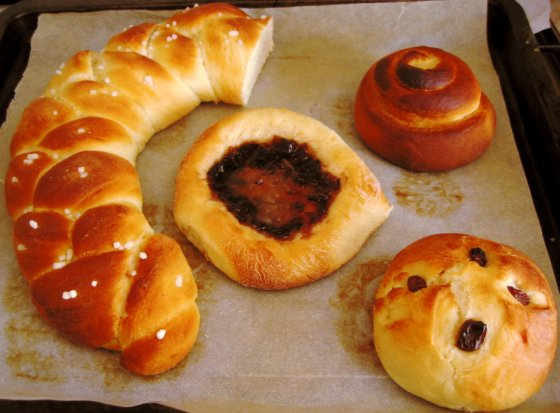
Pulla

Pulla ou pão de café finlandês é um pão de sobremesa finlandês levemente doce, com sementes de cardamomo e, às vezes, uvas passas. Apesar de ser comumente conhecido como "pão de café", não há café em sua massa. Normalmente, serve-se esse pão em fatias finas com café ou chá, ou em ocasiões especiais. É comum que sua massa seja trançada antes de assar.

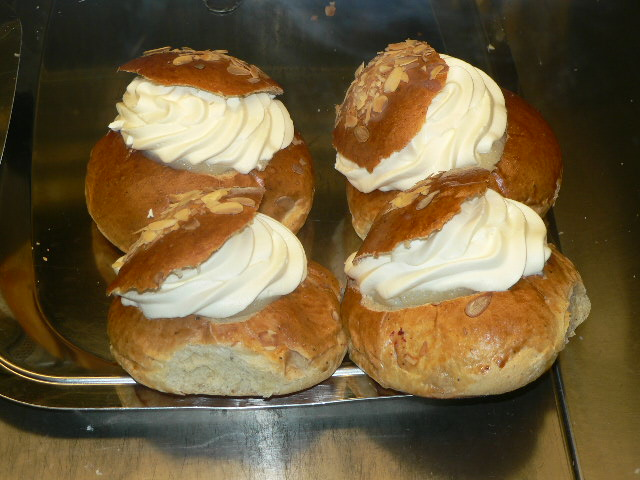
Laskiaispulla no Café Esplanade em Helsinki